# Joaquín de la Pezuela
Joaquin de la Pezuela (Naval, Osca, 1761 - Madrid, Castella, 1830) fou un noble i militar espanyol.
Descendent d'una noble família de Santander, es distingí al Perú com a oficial d'artilleria, àon va mantenir l'autoritat espanyola contra els rebels americans, als que guanyà diverses batalles, entre elles la de Viluma (29 de novembre) de 1815, que li'n valgué el títol nobiliari; després fou nomenat capità general i virrei d'aquell país. Atacat per l'esquadra de l'almirall Cochrane, hagué de tornar a Espanya el 1819. El 1825 fou nomenat capità general de Castella.
Va publicar: Manifiesto en que el virrey del Perú, don Joaquin de la Pezuela, refiere el hecho y circunstancias de la separación de su mando; demuestra la falsedad, malicia é impostura de las atroces imputaciones contenidas en el oficio de intimación del 29 de enero de los jefes del ejercito de Lima, autores de la conspiración, y anuncia las causas de este acontecimiento (Madrid, 1821).
Fou pare del primer comte de Cheste, Juan Manuel de la Pezuela y de Ceballos (1809-1906).